# Sohail Abbas

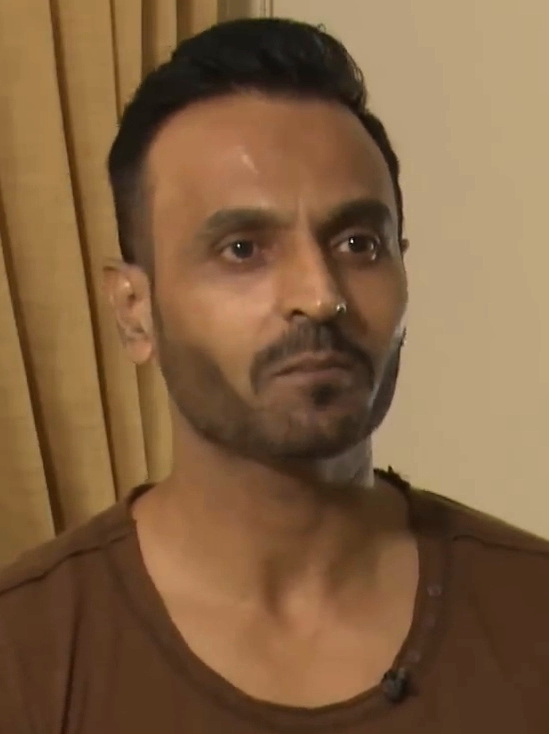
Sohail Abbas (2020)

Sohail Abbas (* 9. Juni 1975 in Karatschi) ist ein ehemaliger pakistanischer Feldhockeyspieler. Der Verteidiger, der als Strafeckenspezialist gilt, war Kapitän der Pakistanischen Hockeynationalmannschaft und ist mit 348 Toren der erfolgreichste Torschütze im internationalen Feldhockey.

## Leben
Sohail Abbas stammt aus einer Sportlerfamilie. Sein Vater, Syed Iftikhar Hussain, war ein First-Class-Cricketer, der für Karatschi auf nationaler Ebene spielte. Sohail ist der älteste von drei Brüdern und kam durch seinen Onkel zum Hockeyspiel. Sein Potenzial als Hockeyspieler wurde anfangs jedoch nicht erkannt, und es fiel ihm schwer, in der nationalen Hockeyliga 1995–98 Fuß zu fassen. Allerdings war er Teil des Pakistan Junior Squad und wurde 1997 in den Kader berufen. Sein Debüt in der Nationalmannschaft gab er 1998, erzielte in diesem Jahr insgesamt 20 Tore und führte sein Team zu Silber im Asia Cup. Da er jedoch nur für die Strafecken eingesetzt worden war, konnte er in dieser Zeit noch nicht sein ganzes Können unter Beweis stellen.
1999 erzielte Sohail Abbas insgesamt 10 Tore gegen Indien sowie 12 Tore im Azlan Shah Cup. Gegen Spanien erzielte er im selben Jahr sein 50. Tor und knackte mit 60 Toren auch den Weltrekord für die meisten Tore in einem Kalenderjahr. Nachdem Sohail Abbas bei den Olympischen Spielen 2000 in Sydney bereits die meisten Tore (11) erzielt hatte, brach er 2004 in Athen sogar den zehn Jahre alten Rekord von Hassan Sardar. Im Juli 2004 absolvierte er gegen die Niederlande sein 200. internationales Spiel. Am 8. Oktober 2004 erzielte er zudem in Amritsar bei einem Testspiel gegen Indien sein 267. Tor und stellte damit den 22 Jahre alten Rekord des Niederländers Paul Litjens ein. Im selben Jahr gab er auch seinen Rücktritt bekannt, kehrte aber 2006 wieder ins Team zurück.
Sohail Abbas galt während seiner Karriere als einer der besten Strafeckenschützen der Welt. Er wurde 1998, 1999, 2000, 2001, 2002, 2003 und 2004 für den FIH-Spieler des Jahres nominiert, konnte die Auszeichnung jedoch nie gewinnen. Abbas hält auch den Rekord für die am schnellsten erzielten 100 Tore, den er bei den Olympischen Spielen 2000 gegen England aufstellte. 2002 erzielte er insgesamt 44 und 2003 insgesamt 28 Tore.
2010 führte Sohail Abbas Pakistan zum Gewinn des Hockeyturniers bei den Asienspielen. Dies war nach 1990 der zweite Titel bei den Asienspielen und der erste Titel seit dem Gewinn der Champions Trophy 1994. Im Oktober 2013 unterschrieb Abbas einen Vertrag beim Punjab Sports Club aus Hongkong.